# Léon Bazile Perrault

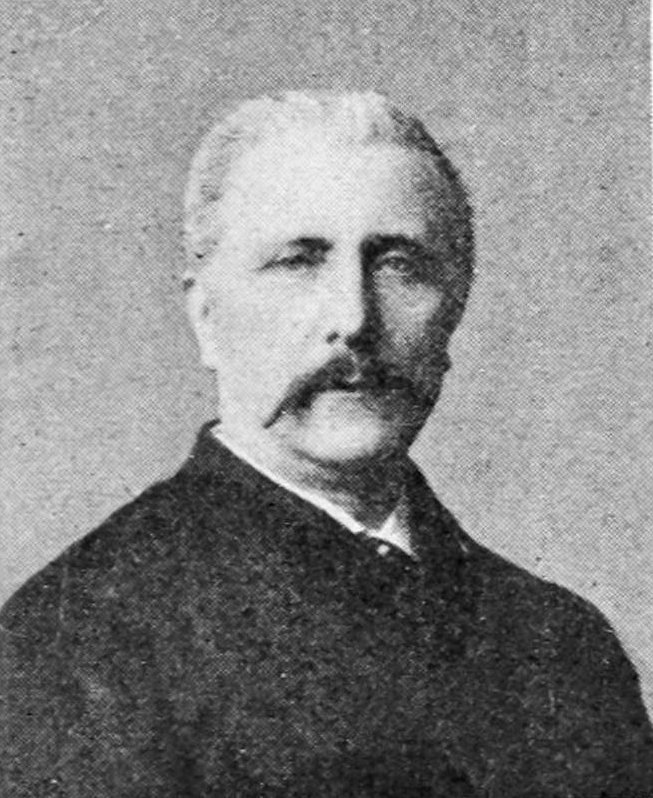
Léon Bazile Perrault

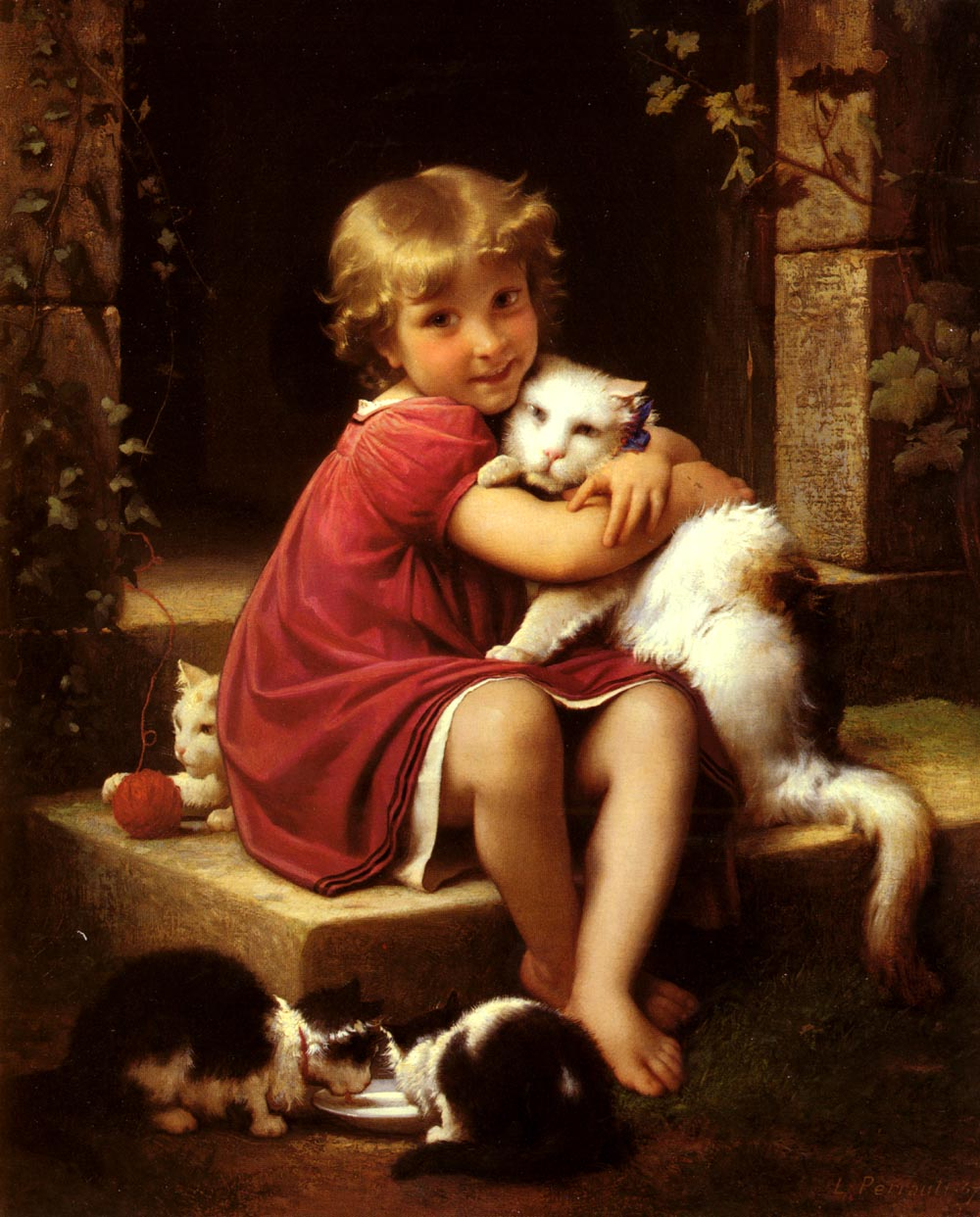
Mon Préféré, 1867

Léon Bazile Perrault (* 20. Juni 1832 in Poitiers; † 6. August 1908 in Royan) war ein französischer Maler.
Er war Schüler von François-Édouard Picot und William Adolphe Bouguereau. Nach dem Beginn seiner akademischen Laufbahn als Maler 1861 wurden zahlreiche Werke im Pariser Salon ausgestellt.
Perrault war ein typischer Vertreter des Akademischen Klassizismus. Seine Motive waren mythologische Themen, Akte und Darstellungen von Kindern.